# Wojskowa prokuratura rejonowa
Wojskowa prokuratura rejonowa (WPR) – wojskowa jednostka organizacyjna prokuratury powołana rozkazem organizacyjnym nr 023/org Naczelnego Dowódcy Wojska Polskiego i Ministra Obrony Narodowej marsz. Michała Żymierskiego z 20 stycznia 1946 (podpisali go też zastępca naczelnego dowódcy gen. Marian Spychalski oraz szef Sztabu Generalnego Wojska Polskiego gen. Władysław Korczyc).
Wojskowe prokuratury rejonowe były właściwe dla spraw przestępstw osób cywilnych w granicach przewidzianych w MKK, przestępstw funkcjonariuszy bezpieczeństwa publicznego, milicji, straży więziennej oraz żołnierzy Korpusu Bezpieczeństwa Wewnętrznego. Ich naczelnym zadaniem było jednak zwalczanie przeciwników politycznych nowej władzy.

## Wojskowe prokuratury rejonowe
Po myślniku wymienieni pierwsi szefowie WSR.
- Wojskowa Prokuratura Rejonowa w Poznaniu – mjr Oskar Karliner;
- Wojskowa Prokuratura Rejonowa w Bydgoszczy – mjr Stanisław Lax;
- Wojskowa Prokuratura Rejonowa w Łodzi – mjr Czesław Łapiński;
- Wojskowa Prokuratura Rejonowa w Rzeszowie – mjr Cezary Matkowski;
- Wojskowa Prokuratura Rejonowa w Białymstoku – mjr Władysław Olecki;
- Wojskowa Prokuratura Rejonowa w Warszawie – mjr Bernard Podlaski;
- Wojskowa Prokuratura Rejonowa w Lublinie – mjr Stanisław Radomski;
- Wojskowa Prokuratura Rejonowa w Olsztynie – kpt. Stanisław Cioch;
- Wojskowa Prokuratura Rejonowa w Katowicach – kpt. Tadeusz Jaszkowski;
- Wojskowa Prokuratura Rejonowa we Wrocławiu  – kpt. Jan Kozłowski;
- Wojskowa Prokuratura Rejonowa w Krakowie – kpt. Mojżesz Ponarski;
- Wojskowa Prokuratura Rejonowa w Gdańsku – kpt. Wiktor Suchocki;
- Wojskowa Prokuratura Rejonowa w Koszalinie – kpt. Marian Szpak-Szpakowski;
- Wojskowa Prokuratura Rejonowa w Kielcach – kpt. Kazimierz Golczewski.